# Thomas Hampson (atleta)
Thomas Hampson   (Clapham, 28 d'octubre de 1907 - Stevenage, 4 de setembre de 1965), sovint anomenat Tommy Hampson, fou un atleta anglès, especialista en curses de mig fons, que va competir entre finals de la dècada de 1920 i començaments de la de 1930.
S'inicià en l'atletisme el darrer any d'estudi a la Universitat d'Oxford. Posteriorment, el 1930, passà a exercir de professor a St Albans School, i aquell mateix any va guanyar el campionat britànic de l'AAA de les 880 iardes, títol que revalidaria el 1931 i el 1932. El 1930 també guanyà la medalla d'or en les 880 iardes dels Jocs de l'Imperi Britànic.
El 1932 va prendre part en els Jocs Olímpics d'Estiu de Los Angeles, on va disputar dues proves del programa d'atletisme. En els 800 metres guanyà la medalla d'or, mentre en els 4x400 metres, formant equip amb Crew Stoneley, David Burghley i Godfrey Rampling guanyà la de plata. En els 800 metres va establir un nou rècord mundial amb un temps de 1' 49,7". Aquest rècord seria vigent fins a l'agost del 1936, quan fou superat per Glenn Cunningham. Com a rècord europeu es mantindria fins a l'agost de 1938, quan Sydney Wooderson el millorà.
En finalitzar els Jocs de Los Angeles es retirà. A partir de 1935 va servir a la Royal Air Force com a oficial d'educació.

## Millors marques
- 800 metres. 1' 49.7" (1932)[5]